# Lista de chefes de Estado e de governo da Oceania
Esta é uma lista de chefes de Estado e de governo atualmente no poder na Oceania, incluindo informações adicionais sobre a data de posse ou coroação e filiação partidária. O continente da Oceania abriga 14 Estados soberanos plenamente reconhecidos pela Organização das Nações Unidas, sendo 6 deles monarquias constitucionais, 2 repúblicas semipresidencialista e 6 repúblicas presidencialistas. Além disso, a região possui também inclui adicionalmente 2 Estados associados administrados sob um sistema de cooperação semiautônoma. A maioria dos países do continente que não constituem regimes monárquicos adota o sistema de governo semipresidencialista e possuem regimes democráticos estáveis com regulares níveis de soberania popular e liberdade política. Das 6 monarquias do continente, 5 são Reinos da Comunidade das Nações que compartilham o mesmo Soberano com o Reino Unido, título ostentado por Carlos III desde 8 de setembro de 2022. Tonga permanece como o único regime monárquico da região que não mantém laços políticos com o Ocidente, sendo governado pelo Rei Tupou VI desde 2012.
A lista é ordenada pela nomenclatura do país em língua portuguesa em ordem alfabética e inclui também a data de início do mandato ou reinado, a filiação partidária do líder político, o título formal que este recebe e a citação da lei que estabelece o cargo que este ocupa. Com exceção dos chefes de Estado dos regimes monárquicos, todos os chefes de Estado e de governo incumbentes na Oceania foram eleitos ao cargo que ocupam e submetidos a sufrágios regulares, cujo processo eleitoral e transparência são estudados e analisados pelos órgãos competentes. O mais recente mandatário a tomar posse no continente foi o Presidente das Fiji Naiqama Lalabalavu, filiado ao Aliança Popular, empossado em 12 de novembro de 2024 (há 4 meses e 8 dias).

## Chefes de Estado e de governo da Oceania
Legenda
A lista abaixo é organizada em ordem alfabética em que o nome comum do país em língua portuguesa determina a sequência da listagem. Os países listados abaixo integram o sentido cultural e político de Oceania conforme as designações destas próprias entidades nacionais e da Organização das Nações Unidas em seu geoesquema. Entretanto, cabe ressaltar que o pertencimento de determinado território ao continente ou região em questão também pode ser tema de debate e interpretações múltiplas. 
A tabela pode ser reordenada por colunas ao clicar no ícone  no topo de cada coluna específica; em sequência para Estado, Líder, Data de posse, Eleição, Partido, Previsão e Referências.
Estado — o Estado soberano de acordo com sua nomenclatura em língua portuguesa.
Líder — o chefe de Estado e chefe de governo de cada nação soberana cujo nome aparece abaixo do título formal (em negrito) do cargo que ocupa.
Data de posse — data em formato dia, mês e ano em que o líder assumiu oficialmente o cargo que exerce. O termo posse é mais comumente utilizado em regimes republicanos enquanto as monarquias contemporâneas adotam o termo coroação ou ascensão. A lista considera a data de ascensão ao trono no caso de monarcas.
Eleição — descreve o processo eleitoral que precedeu o início do mandato do líder.
Partido político — a filiação política do líder durante seu mandato presente. No caso de monarcas ou Estados que não contemplam partidarismo político, a coluna é preenchida com (—). No caso de líderes que não estão formalmente filiados a nenhum grupo político específico, a lista considera "Independente.
Previsão — a citação do artigo da lei fundamental ou constituição do país que estabelece o cargo ocupado pelo líder em questão. Cada nação adota uma formulação específica na citação de sua legislação e, para simplificação, o artigo adota a abreviação "Cap." para capítulo, "Sec." para seção e "Art." para artigo.
| Estado            | Estado           | Líder                               | Líder                                   | Data de posse          | Eleição      | Partido                                                  | Partido               | Previsão             | Ref.                 |
| ----------------- | ---------------- | ----------------------------------- | --------------------------------------- | ---------------------- | ------------ | -------------------------------------------------------- | --------------------- | -------------------- | -------------------- |
|                   | Austrália        | Carlos III                          | Rei Carlos III                          | 8 de setembro de 2022  | —            | —                                                        | —                     | Cap. 2 Art. 61       | [ 11 ]               |
| Anthony Albanese  | Austrália        | Primeiro-ministro Anthony Albanese  | 23 de maio de 2022                      | 2022                   |              | Partido Trabalhista                                      | Cap. 3 Art. 64        | [ 12 ] [ 13 ] [ 14 ] |                      |
|                   | Fiji             | Naiqama Lalabalavu                  | Presidente Naiqama Lalabalavu           | 12 de novembro de 2024 | 2024         |                                                          | Aliança Popular       | Cap. 4 Art. 81       | [ 15 ] [ 16 ] [ 17 ] |
| Sitiveni Rabuka   | Fiji             | Primeiro-ministro Sitiveni Rabuka   | 24 de dezembro de 2022                  | 2022                   |              | Aliança Popular                                          | Cap. 4 Art. 93        | [ 18 ] [ 19 ] [ 20 ] |                      |
|                   | Ilhas Marshall   | Hilda Heine                         | Presidente Hilda Heine                  | 3 de janeiro de 2024   | 2023         | Independente                                             | Independente          | Art. 5 Sec. 3        | [ 21 ] [ 22 ] [ 23 ] |
|                   | Ilhas Salomão    | Carlos III                          | Rei Carlos III                          | 8 de setembro de 2022  | —            | —                                                        | —                     | Cap. 5 Art. 27       | [ 11 ]               |
| Jeremiah Manele   | Ilhas Salomão    | Primeiro-ministro Jeremiah Manele   | 2 de maio de 2024                       | 2024                   |              | Partido da Propriedade, da Unidade e da Responsabilidade | Cap. 5 Art. 35        | [ 24 ] [ 25 ] [ 26 ] |                      |
|                   | Kiribati         | Taneti Maamau                       | Presidente Taneti Maamau                | 11 de março de 2016    | 2020 2024    |                                                          | Abraçando ao Kiribati | Cap. 4 Art. 30       | [ 27 ] [ 28 ] [ 29 ] |
|                   | Micronésia       | Wesley Simina                       | Presidente Wesley Simina                | 11 de maio de 2023     | 2023         | Independente                                             | Independente          | Art. 10 Sec. 1       | [ 30 ] [ 31 ]        |
|                   | Nauru            | David Adeang                        | Presidente David Adeang                 | 30 de outubro de 2023  | 2023         | Independente                                             | Independente          | Part. 3 Art. 16      | [ 32 ] [ 33 ] [ 34 ] |
|                   | Nova Zelândia    | Carlos III                          | Rei Carlos III                          | 8 de setembro de 2022  | —            | —                                                        | —                     | Part. 1 Sec. 2       | [ 11 ]               |
| Christopher Luxon | Nova Zelândia    | Primeiro-ministro Christopher Luxon | 27 de novembro de 2023                  | 2023                   |              | Partido Nacional                                         | Part. 2 Sec. 6        | [ 35 ] [ 36 ] [ 37 ] |                      |
|                   | Palau            | Surangel Whipps Jr.                 | Presidente Surangel Whipps Jr.          | 21 de janeiro de 2021  | 2020         | Independente                                             | Independente          | Art. 8 § 4           | [ 38 ] [ 39 ] [ 40 ] |
|                   | Papua-Nova Guiné | Carlos III                          | Rei Carlos III                          | 8 de setembro de 2022  | —            | —                                                        | —                     | Part. 4 Sec. 82      | [ 11 ]               |
| James Marape      | Papua-Nova Guiné | Primeiro-ministro James Marape      | 30 de maio de 2019                      | 2022                   |              | Partido Pangu                                            | Part. 6 Sec. 99       | [ 41 ] [ 42 ] [ 43 ] |                      |
|                   | Samoa            | Va'aletoa Sualauvi II               | O le Ao o le Malo Va'aletoa Sualauvi II | 21 de julho de 2017    | 2017         | Independente                                             | Independente          | Part. 3 Art. 16      | [ 44 ] [ 45 ] [ 46 ] |
|                   | Tonga            |                                     | Rei Tupou VI                            | 18 de março de 2012    | —            | —                                                        | —                     | Part. 2 Sec. 30      | [ 47 ] [ 48 ] [ 49 ] |
| Siaosi Sovaleni   | Tonga            | Primeiro-ministro Siaosi Sovaleni   | 27 de dezembro de 2021                  | 2021                   | Independente | Independente                                             | Part. 2 Sec. 50(A)    | [ 50 ] [ 51 ] [ 52 ] |                      |
|                   | Tuvalu           | Carlos III                          | Rei Carlos III                          | 8 de setembro de 2022  | —            | —                                                        | —                     | Part. 5 Sec. 62      | [ 11 ]               |
| Feleti Teo        | Tuvalu           | Primeiro-ministro Feleti Teo        | 26 de fevereiro de 2024                 | 2024                   | Independente | Independente                                             | Part. 5 Sec. 64       | [ 53 ] [ 54 ] [ 55 ] |                      |
|                   | Vanuatu          | Nikenike Vurobaravu                 | Presidente Nikenike Vurobaravu          | 23 de julho de 2022    | 2022         |                                                          | Vanua'aku Pati        | Cap. 6 Art. 33       | [ 56 ] [ 57 ] [ 58 ] |
| Charlot Salwai    | Vanuatu          | Primeiro-ministro Charlot Salwai    | 6 de outubro de 2023                    | 2022                   |              | Movimento de Reunificação para a Mudança                 | Cap. 7 Art. 41        | [ 59 ] [ 60 ] [ 61 ] |                      |